# بهرانج علوي
بهرانج علوی (بالفارسية: بهرنگ علوی) (وُلد في 17 مارس 1980 في طهران) هو مُمثل إیراني.

## وصلات خارجية
- بهرانج علوي على موقع IMDb (الإنجليزية)